# Okręgowe rozgrywki w piłce nożnej woj. rzeszowskiego (1949/1950)
Rozgrywki okręgowe w województwie rzeszowskim w sezonie 1949/1950.

OZPN Rzeszów

## Klasa A - OZPN Rzeszów
Rzeszowski OZPN
| Poz. | Klub                 | M  | Pkt. | Mecze | Mecze | Mecze | Bramki | Bramki |
| Poz. | Klub                 | M  | Pkt. | zwy.  | rem.  | por.  | zdob.  | stra.  |
| ---- | -------------------- | -- | ---- | ----- | ----- | ----- | ------ | ------ |
| 1    | Stal Mielec          | 16 | 25   |       |       |       | 47     | 23     |
| 2    | Włókniarz Krosno     | 16 | 21   |       |       |       | 57     | 30     |
| 3    | Stal Rzeszów         | 16 | 21   |       |       |       | 31     | 21     |
| 4    | Ogniwo Resovia       | 16 | 18   |       |       |       | 41     | 30     |
| 5    | Spójnia Rzeszów      | 16 | 15   |       |       |       | 44     | 42     |
| 6    | Związkowiec Jasło    | 16 | 15   |       |       |       | 37     | 39     |
| 7    | Związkowiec Krosno   | 16 | 14   |       |       |       | 27     | 34     |
| 8    | Związkowiec Gorlice  | 16 | 10   |       |       |       | 25     | 37     |
| 9    | Związkowiec Strzyżów | 16 | 5    |       |       |       | 21     | 61     |

| Poz. | Klub                     | M  | Pkt. | Mecze | Mecze | Mecze | Bramki | Bramki |
| Poz. | Klub                     | M  | Pkt. | zwy.  | rem.  | por.  | zdob.  | stra.  |
| ---- | ------------------------ | -- | ---- | ----- | ----- | ----- | ------ | ------ |
| 1    | Stal Stalowa Wola        | 10 | 16   |       |       |       | 22     | 7      |
| 2    | Kolejarz Jarosław        | 10 | 13   |       |       |       | 17     | 8      |
| 3    | Związkowiec Przeworsk    | 10 | 12   |       |       |       | 23     | 17     |
| 4    | JKS Związkowiec Jarosław | 10 | 11   |       |       |       | 17     | 17     |
| 5    | Gwardia Lubaczów         | 10 | 5    |       |       |       | 10     | 17     |
| 6    | Ogniwo Nisko             | 10 | 3    |       |       |       | 11     | 34     |

| Poz. | Klub                     | M  | Pkt. | Mecze | Mecze | Mecze | Bramki | Bramki |
| Poz. | Klub                     | M  | Pkt. | zwy.  | rem.  | por.  | zdob.  | stra.  |
| ---- | ------------------------ | -- | ---- | ----- | ----- | ----- | ------ | ------ |
| 1    | Stal Stalowa Wola        | 10 | 16   |       |       |       | 22     | 7      |
| 2    | Kolejarz Jarosław        | 10 | 13   |       |       |       | 17     | 8      |
| 3    | Związkowiec Przeworsk    | 10 | 12   |       |       |       | 23     | 17     |
| 4    | JKS Związkowiec Jarosław | 10 | 11   |       |       |       | 17     | 17     |
| 5    | Gwardia Lubaczów         | 10 | 5    |       |       |       | 10     | 17     |
| 6    | Ogniwo Nisko             | 10 | 3    |       |       |       | 11     | 34     |

- W okręgu rzeszowskim w trzecim poziomie rozgrywkowym rozgrywano mistrzostwa klasy A ROZPN[1].
- Mistrzem w grupie klasy A Rzeszowskiego OZPN została Stal Mielec[2][3], a mistrzem klasy A przemyskiego APPN została Stal Stalowa Wola[4].